# Pulsatilla vulgaris
La flor del viento o pulsatila común (Pulsatilla vulgaris) es una especie de planta herbácea de la familia Ranunculaceae. Es originaria de Europa.

## Descripción
Es una planta herbácea perenne que desarrolla rizomas verticales, que funcionan como órganos de almacenamiento de alimentos. Sus hojas y tallos son largos, suaves, de color gris plateado y peludos. Crece hasta los 15–30 cm de alto y cuando fructifica de hasta 40 cm. Las raíces son profundas en el suelo (a 1 m). Las hojas están finamente subdivididas y dispuestas en una roseta, Florece en forma de campana en la primavera temprana. Las flores púrpuras son seguidos por distintivas semillas de seda , cuyas cabezas pueden persistir en la planta durante muchos meses.

## Historia
La flor está envuelta en el mito de una leyenda que cuenta que las flores surgieron en lugares que habían sido empapados con la sangre de los romanos o los daneses, ya que a menudo aparecen en los antiguos túmulos y bancales del entorno
Esta planta se ha ganado el Premio al Mérito Garden de la Royal Horticultural Society.

## Distribución y hábitat
El hábitat de esta planta es América del Norte y Europa. Es frecuente encontrarla en zonas montañosas de clima continental, especialmente en laderas, en los prados y bosques soleados de suelo bien drenado y calcáreo. Su multiplicación se efectúa por matas.
En la península ibérica se cría principalmente en dos zonas: una es la zona pirenaica y la otra la ibérica, correspondiente en su mayor parte en la cuenca media y superior del Ebro. Es una de las primeras plantas a florecer en primavera, incluso antes de fundirse las últimas nieves.

## Propiedades
Hace más de 200 años se comenzó a utilizar esta planta desde la Homeopatía, una disciplina que afirma que las enfermedades se curan con productos que provoquen síntomas similares, diluidas y agitadas en agua o alcohol. De la planta se decía que podía provocar hasta mil síntomas diferentes, por lo que era ampliamente utilizada. Hoy en día, se considera, en general, una planta con efectos sedantes sobre el sistema nervioso, esto también le proporciona la capacidad de calmar la tos fuerte, controlar espasmos o tratar afecciones de los órganos genitales de ambos sexos. Hay quien dice que tiene efectos antibióticos , aunque no está demostrado.
Hoy en día se cuentan hasta 10 las presentaciones farmacéuticas que contienen pulsatilla

#### Acción farmacológica
La protoanemonina actúa sobre todo a nivel uterino y digestivo, tiene acción:
- Antibacteriana : que actúa contra las bacterias o que impide su aparición.
- Antitusígena : propiedad de calmar la tos.
- Antiespasmódica : que combate los espasmos , es decir, que evita la contracción tónica involuntaria y persistente de un músculo o un grupo muscular.
- Además, excita la transpiración y tiene acción diurética.[6][7]

## Taxonomía
La especie fue descrita originalmente como Anemone pulsatilla por Carlos Linneo y publicado en Species Plantarum 1: 539, en 1753, actualmente es un sinónimo de esta; y ulteriormente, sería descrita como Pulsatilla vulgaris por Philip Miller en The Gardeners Dictionary: eighth edition no. 1, en 1768.

#### Etimología
Ver: Pulsatilla
vulgaris: epíteto latino que significa "vulgar, común".

## Galería

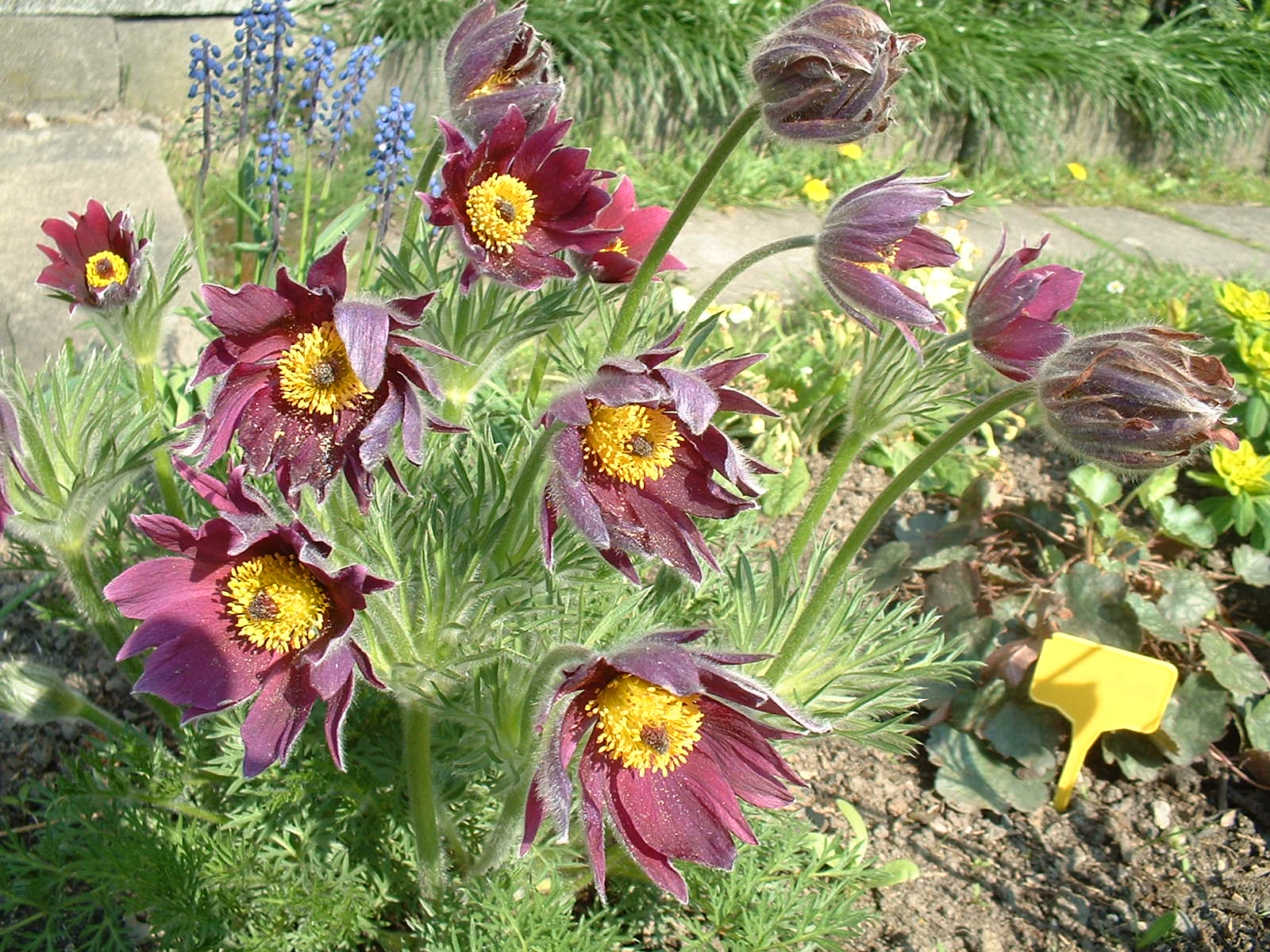
Pulsatilla vulgaris de flores púrpuras
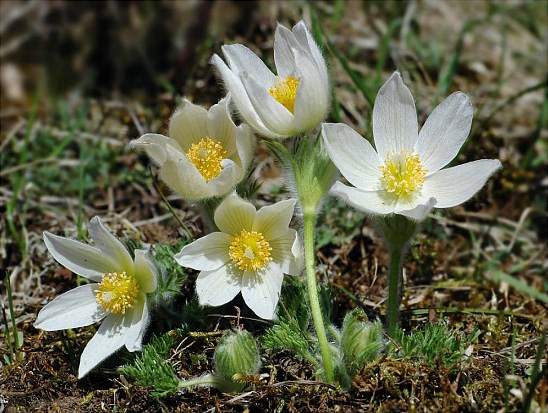
Pulsatilla vulgaris de flores blancas
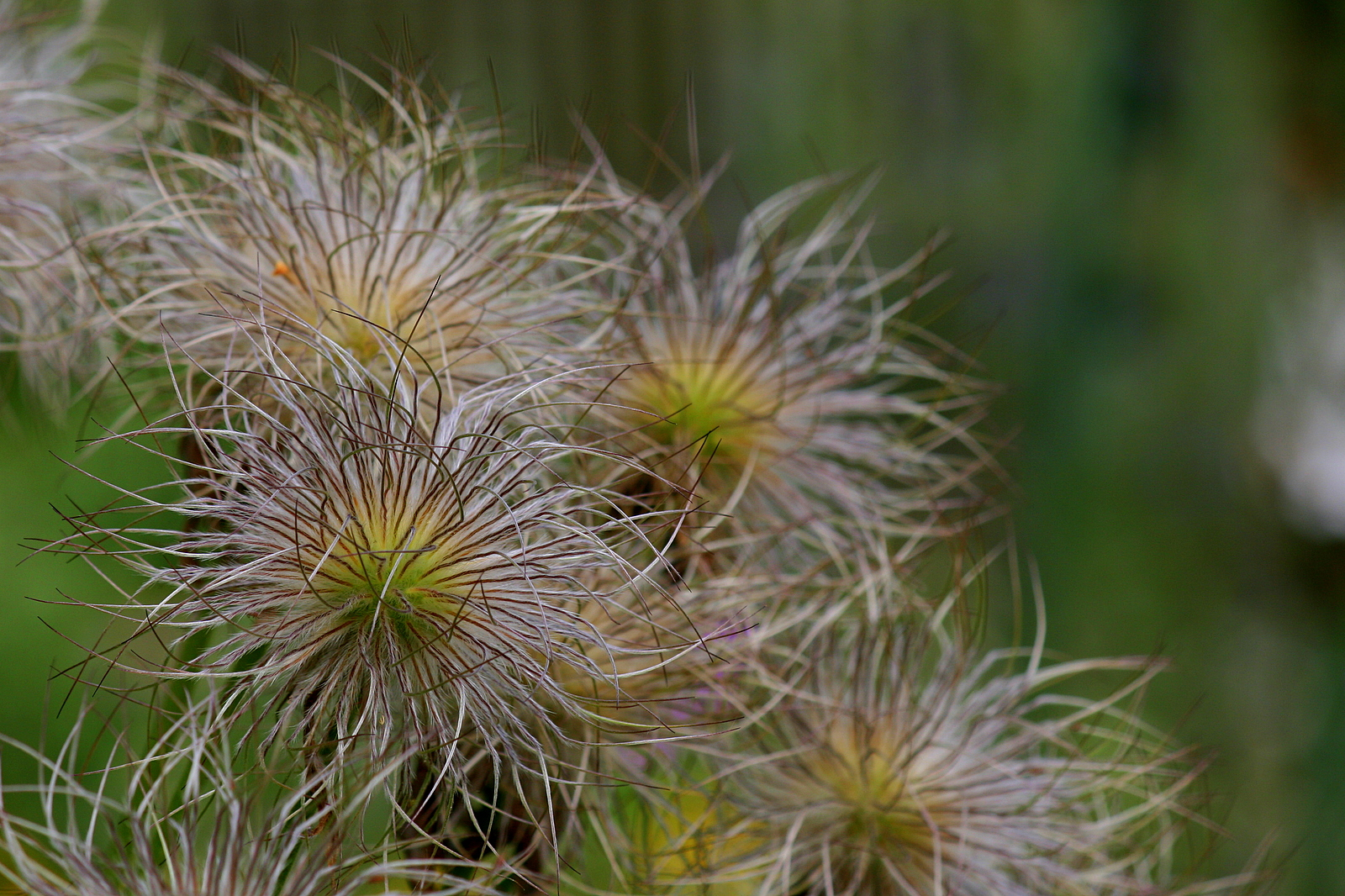
Frutos
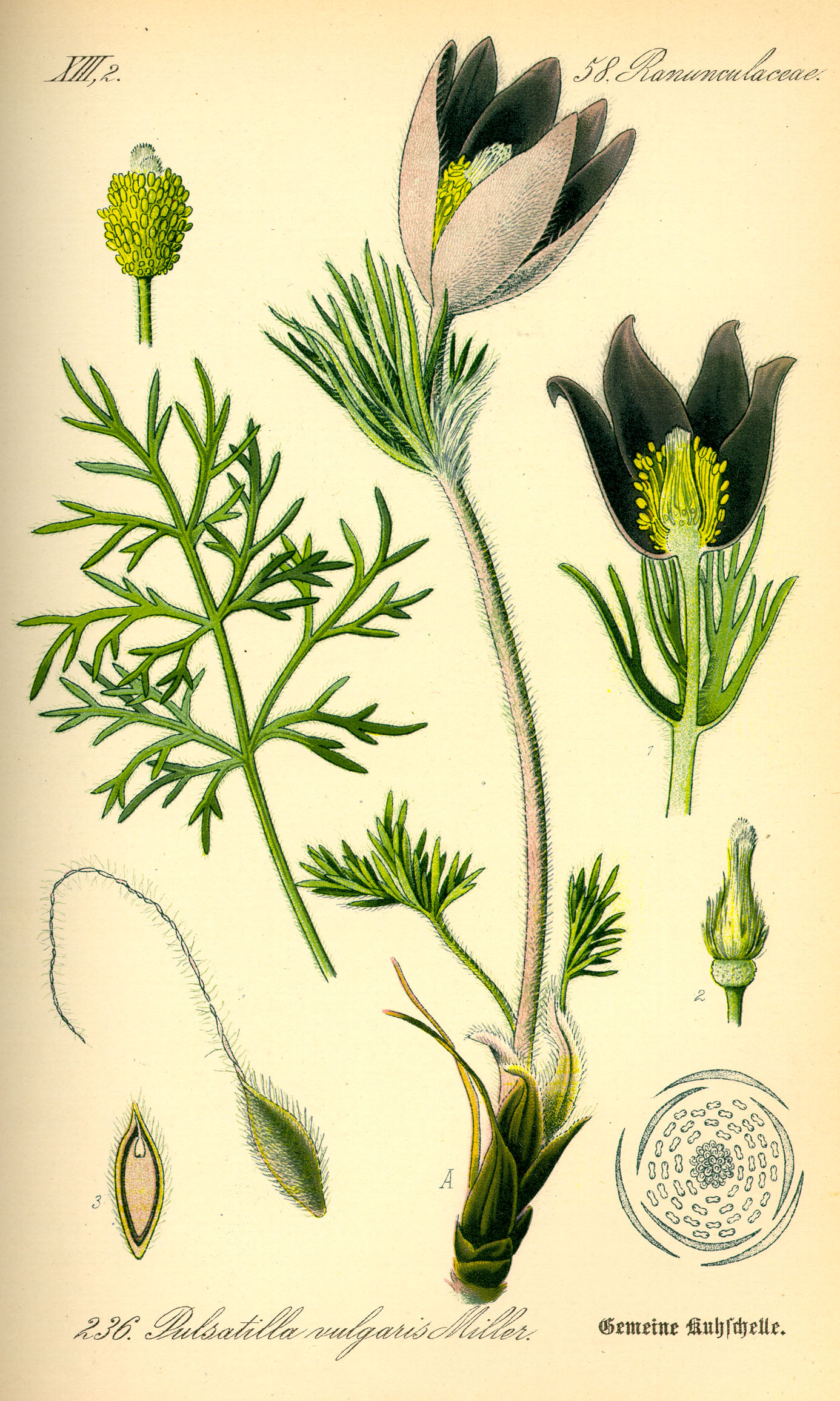
Ilustración de la especie en Flora von Deutschland, Österreich und der Schweiz, 1885.